# Volymenheter inom skogsnäringen

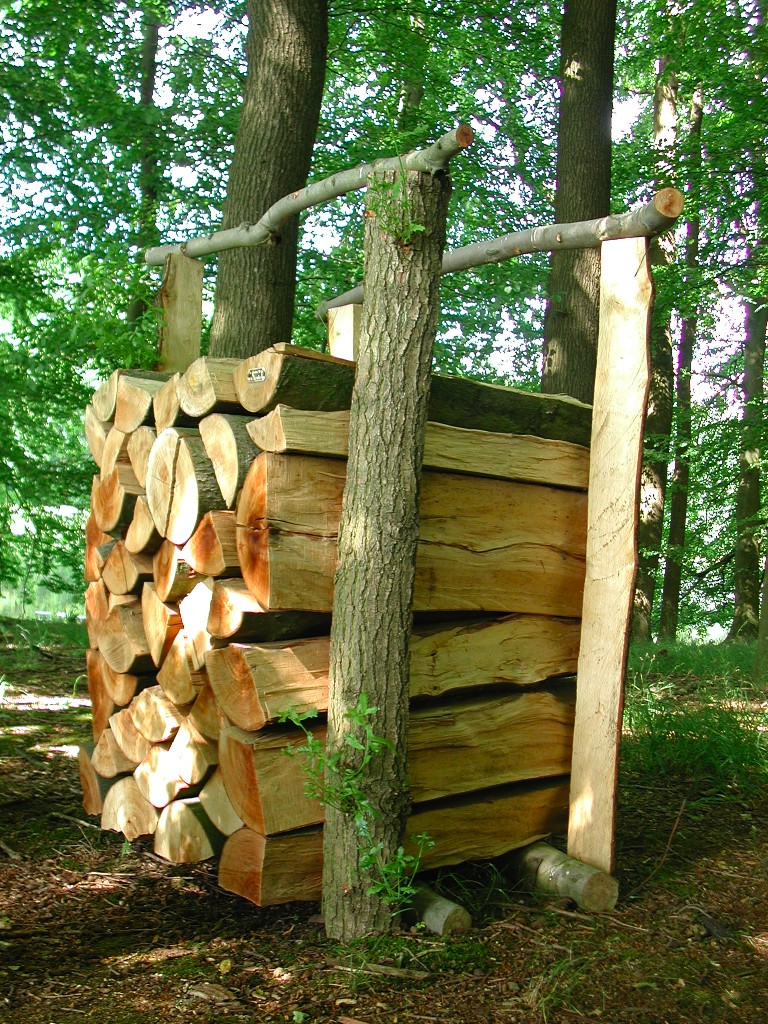
En kubikmeter ved i travat mått, 1 m³t.

Inom skogsnäringen används särskilda volymenheter på skogsråvara och skogsprodukter.
Det finns ett flertal olika mått som används inom olika områden.

## m³sk
Huvudartikel: Skogskubikmeter
m³sk står för skogskubikmeter.
Det betecknar hela trädstammens volym, inklusive bark och topp, ovanför det tänkta skär som används för att fälla trädet, det s.k. fällskäret.
m³sk är ett mått som används på stående skog, till exempel hur mycket skog som finns på en given areal.

## m³fub
m³fub, eller m³f ub, står för "kubikmeter fast under bark", "fast kubik under bark" eller "fast mått under bark".
Det är ett mått på den verkliga vedvolymen hos ett fällt träd.
Man räknar bort toppen av trädet, barken, kvistarna och annat spill.
Man räknar även bort luft på staplat virke.
1 m3sk motsvarar cirka 0,82 m³fub.
Måttet används för massaved.

## m³fpb
m³fpb, eller m³f pb, står för "kubikmeter fast på bark".
Måttet liknar m³fub, med den skillnad att m³fpb också inkluderar barkvolymen.
Alternativ beteckning är m³föb för "kubikmeter fast över bark", vilket motsvaras av den engelska beteckningen m³sob ("solid over bark").
1 m³sk motsvarar cirka 0,95 m³fpb.
Måttet är intressant för bränsleved då barken har ett högt energivärde och också då veden köps och levereras med bark till industrier.

## m³s
m³s står för "kubikmeter stjälpt mått". Det är ett mått som används för exempelvis flis eller träspån och anger materialets yttre volym. 
1 m³s motsvarar cirka 0,36 m³fub eller m³fpb, d.v.s. 1 m³f (fast mått) motsvarar ca 2,75 m³s (stjälpt mått).
I engelskspråkiga sammanhang betecknar m³s fast mått (solid measure), vilket kan skapa förvirring i vissa svenska texter, som utnyttjar engelska beteckningar. Stjälpt mått, som på svenska också ibland kallas löst mått, betecknas på engelska med "l" för loose measure eller loose volume, d.v.s. m³l.

## m³t
m³t står för "kubikmeter travat mått".
Det är ett mått som används för travat obearbetat virke.
Man multiplicerar helt enkelt virkestravens längd, höjd och bredd.
Måttet kommer med andra ord att inkludera luften mellan stockarna.
Man kan räkna med eller utan bark, och kan således prata om m³tpb eller m³tub.
1 m³tpb motsvarar cirka 0,64 m³fpb

## m³to
m³to står för "kubikmeter toppmätt" eller "toppkubik".
Måttet används för sågtimmer.
Man mäter volymen hos en cylinder som har samma diameter som toppen av stocken.
En variant är m³mi där diametern mäts mitt på stocken.

## Omräkningsfaktorer
För björkved uppges följande ungefärliga omräkningsfaktorer gälla, (tyvärr framgår ej om fast är på eller under bark).
- 1 kbm långved motsvarar ungefär 0,6 kbm fast ved.
- 1 kbm stjälpt motsvarar ungefär 0,35 kbm fast ved.
- 1 kbm travat motsvarar ungefär 0,58 kbm fast ved.